# Kevin Lomónaco
Kevin Joel Lomónaco (La Plata, 8 gennaio 2002) è un calciatore argentino, difensore dell'Independiente in prestito dal RB Bragantino.

## Caratteristiche tecniche
Difensore centrale di piede destro, si distingue per buona tecnica individuale e aggressività negli interventi; può essere utilizzato anche come terzino destro.

## Carriera

### Club
Cresciuto nel settore giovanile del Lanús, debutta in prima squadra il 13 dicembre 2020 in occasione dell'incontro di Copa Diego Armando Maradona vinto 2-1 contro l'Aldosivi. Il 1º settembre 2021 viene prestato al Platense.
Realizza la sua prima rete l'8 ottobre nella trasferta vinta 2-1 contro l'Unión (SF).

### Nazionale
Nel 2019 viene convocato dalla nazionale Under-17 argentina per disputare il campionato sudamericano ed il Mondiale di categoria, giocando complessivamente 11 incontri.

## Statistiche

### Presenze e reti nei club
Statistiche aggiornate al 7 maggio 2025.
| Stagione             | Squadra              | Campionato           | Campionato | Campionato | Coppe nazionali | Coppe nazionali | Coppe nazionali | Coppe continentali | Coppe continentali | Coppe continentali | Altre coppe | Altre coppe | Altre coppe | Totale | Totale |
| Stagione             | Squadra              | Comp                 | Pres       | Reti       | Comp            | Pres            | Reti            | Comp               | Pres               | Reti               | Comp        | Pres        | Reti        | Pres   | Reti   |
| -------------------- | -------------------- | -------------------- | ---------- | ---------- | --------------- | --------------- | --------------- | ------------------ | ------------------ | ------------------ | ----------- | ----------- | ----------- | ------ | ------ |
| 2019-2020            | Lanús                | PD                   | -          | -          | CA+CdL          | 0+2             | 0               | -                  | -                  | -                  | -           | -           | -           | 2      | 0      |
| 2021                 | Platense             | PD                   | 11         | 1          | CA+CdL          | 0               | 0               | -                  | -                  | -                  | -           | -           | -           | 11     | 1      |
| feb.-apr. 2022       | Lanús                | PD                   | -          | -          | CA+CdL          | 1+5             | 0               | CS                 | -                  | -                  | -           | -           | -           | 6      | 0      |
| Totale carriera      | Totale carriera      | Totale carriera      | -          | -          |                 | 8               | 0               |                    | -                  | -                  |             | -           | -           | 8      | 0      |
| apr.-nov. 2022       | RB Bragantino        | A1/SP+A              | 0+16       | 0          | CB              | 1               | 0               | CL                 | 0                  | 0                  | -           | -           | -           | 17     | 0      |
| gen.-lug. 2023       | RB Bragantino        | A1/SP+A              | 3+0        | 0          | CB              | 0               | 0               | CS                 | -                  | -                  | -           | -           | -           | 3      | 0      |
| Totale RB Bragantino | Totale RB Bragantino | Totale RB Bragantino | 3+16       | 0          |                 | 1               | 0               |                    | 0                  | 0                  |             | -           | -           | 20     | 0      |
| ago.-dic. 2023       | Tigre                | PD                   | -          | -          | CA+CdL          | 0+1             | 0               | -                  | -                  | -                  | -           | -           | -           | 1      | 0      |
| gen.-giu. 2024       | Tigre                | PD                   | 5          | 0          | CA+CdL          | 0               | 0               | -                  | -                  | -                  | -           | -           | -           | 5      | 0      |
| Totale Tigre         | Totale Tigre         | Totale Tigre         | 5          | 0          |                 | 1               | 0               |                    | -                  | -                  |             | -           | -           | 6      | 0      |
| ago.-dic. 2024       | Independiente        | PD                   | 18         | 2          | CA              | 2               | 0               | -                  | -                  | -                  | -           | -           | -           | 20     | 2      |
| 2025                 | Independiente        | PD                   | 15         | 0          | CA              | 1               | 0               | CS                 | 4                  | 0                  | -           | -           | -           | 20     | 0      |
| Totale Independiente | Totale Independiente | Totale Independiente | 33         | 2          |                 | 3               | 0               |                    | 4                  | 0                  |             | -           | -           | 40     | 2      |
| Totale carriera      | Totale carriera      | Totale carriera      | 68         | 3          |                 | 13              | 0               |                    | 4                  | 0                  |             | -           | -           | 85     | 3      |

## Palmarès

### Nazionale
- Campionato sudamericano Under-17: 1

Perù 2019